# سوزانا كلوتز
سوزانا كلوتز (بالإنجليزية: Suzanne Klotz)‏ هي رسامة أمريكية، ولدت في 1944.